# خسوف القمر فبراير 2008
حدث خسوف كلي للقمر في 20 فبراير و 21 فبراير 2008. كان مرئيًا في سماء المساء الشرقية في 20 فبراير لجميع أمريكا الشمالية والجنوبية، وفي 21 فبراير في السماء الغربية قبل الفجر من معظم إفريقيا وأوروبا. حدث أكبر خسوف يوم الخميس، 21 فبراير 2008 الساعة 03:26:03 بالتوقيت العالمي المنسق، وكان المجموع الكلي 49 دقيقة و 45.6 ثانية.
حدث بعد 7.1 يوم من الحضيض (نقطة الحضيض في 14 فبراير 2008) و 6.9 أيام قبل الأوج (نقطة الأوج في 28 فبراير 2008)، كان القطر الظاهري للقمر قريبًا من متوسط القطر.
كان الخسوف الكلي للقمر هو الأول من خسوفين للقمر في عام 2008، بينما كان الخسوف الثاني، الذي وقع في 16 أغسطس 2008، جزئيًا. حدث الخسوف الكلي التالي للقمر في 21 ديسمبر 2010. تحتوي الجداول أدناه على تنبؤات مفصلة ومعلومات إضافية عن إجمالي خسوف القمر في 21 فبراير 2008. كان القطر الظاهري للقمر أكبر بمقدار 26.2 ثانية قوسية من خسوف القمر الجزئي في 16 أغسطس 2008.

## موسم الكسوف
هذا هو الخسوف الثاني هذا الموسم.
الكسوف الأول هذا الموسم: 7 فبراير 2008 الكسوف الحلقي للشمس
التاريخ = 21 فبراير 2008
- حجم بينومبرال = 2.14507
- الحجم المظلي = 1.10618
- جاما: -0.39923
- أكبر كسوف: 21 فبراير 2008 03: 26: 03.3 UTC (03: 27: 08.8 TD)
- معارضة الكسوف: 21 فبراير 2008 03:30: 30.8 UTC (03: 31: 36.3 TD)
- المعارضة الاستوائية: 21 فبراير 2008 03: 48: 25.7 UTC (03: 49: 31.2 TD)
- الصعود الأيمن للشمس: 22 ساعة، 15 دقيقة، 30.0 ثانية
- الصعود الأيمن للقمر: 10 ساعات و 14 دقيقة و 48.5 ثانية
- صعود الظل الأيمن للأرض: 10 ساعات، 15 دقيقة، 30.0 ثانية
- ميل الشمس: 10 درجات، 48 دقيقة، 31.3 ثانية جنوب خط الاستواء السماوي
- ميل القمر: 10 درجات، 28 دقيقة، 7.6 ثانية شمال خط الاستواء السماوي
- ميل ظل الأرض: 10 درجات، 48 دقيقة، 31.3 ثانية شمال خط الاستواء السماوي
- قطر الشمس: 1941.0 ثانية قوسية
- قطر القمر: 1868.4 ثانية قوسية
- قطر بينومبرال: 2 درجة، 1684.08 ثانية قوسية (8884.08 ثانية قوسية)
- قطر أومبرا: 1 درجة، 1402.56 ثانية قوسية (5002.56 ثانية قوسية)
- سلسلة ساروس: المركز 133 (26 من 71)
- العقدة: العقدة التنازلية

## ليبراسيون القمر
خط الطول 0.5 درجة شرقا

## فترات الكسوف للكسوف الكلي للقمر 21 فبراير 2008
الكلية: 49 دقيقة، 45.6 ثانية
المظلة: 3 ساعات، 25 دقيقة، 28.1 ثانية
المجموع: 5 ساعات، 39 دقيقة، 3.4 ثانية

## المعاينة

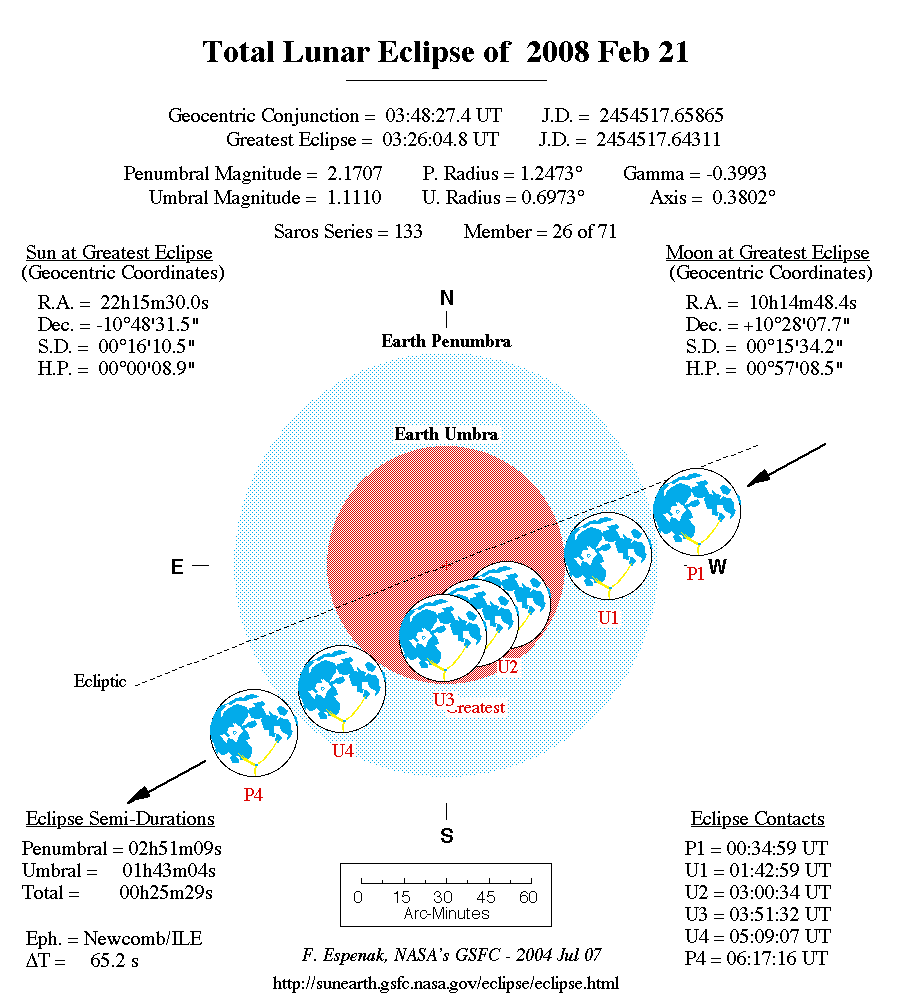
مخطط ناسا للكسوف

كان الخسوف مرئيًا في سماء المساء الشرقية في 20 فبراير لجميع أمريكا الشمالية والجنوبية، وفي 21 فبراير في السماء الغربية قبل الفجر من معظم إفريقيا وأوروبا. بدأ الخسوف الخسوف في الساعة 00:35 بالتوقيت العالمي المنسق (21 فبراير)، وانتهى الساعة 6:17. حدث الخسوف الجزئي من 1:43 حتى 3:00، يليه 51 دقيقة من الإجمالي (3:00 - 3:51)، ثم جزئيًا مرة أخرى من 3:51 حتى 5:09. (للتوقيت المحلي، انظر التوقيت. )
من الممكن أن نخطئ في ظهور الكسوف الجزئي حيث أن القمر في مرحلة مختلفة، لكن الظل من الكسوف يتغير بسرعة أكبر.
كان النجم اللامع نجم المليك من الأسد (كوكبة) وكوكب زحل بارزًا جدًا بالقرب من القمر خلال جزء الكسوف الكلي. قبل وقت قصير من بدء الخسوف، حُجب القمر ريجولوس في أجزاء من أقصى جنوب المحيط الأطلسي والقارة القطبية الجنوبية.

## علاقتها بخسوف القمر الأخرى

### كسوف عام 2008
- كسوف حلقي للشمس يوم 7 فبراير.
- خسوف كلي للقمر في 21 فبراير.
- كسوف كلي للشمس في 1 أغسطس.
- خسوف جزئي للقمر في 16 أغسطس.

### سلسلة ساروس
يعد خسوف القمر هذا جزءًا من السلسلة 133 من دورة ساروس، والتي تتكرر كل 18 عامًا و 11 يومًا. السلسلة 133 تمتد من عام 1557 حتى 2819. حدث الكسوف السابق لهذه السلسلة في 9 فبراير 1990 وسيحدث الكسوف التالي في 3 مارس 2026.
إنه السادس من إجمالي 21 خسوفًا للقمر في السلسلة 133. كان الأول في 28 ديسمبر 1917. آخر يوم (21) سيكون في 3 أغسطس 2278. سيستمر أطول تكرارين من هذه السلسلة (الرابع عشر والخامس عشر) لمدة ساعة و 42 دقيقة في 18 مايو 2152 و 30 مايو 2170. يتداخل saros 140 الشمسي مع هذا saros القمري مع حدث يحدث كل 9 سنوات 5 أيام بالتناوب بين كل سلسلة ساروس

### دورة ميتونية (19 سنة)
هذا هو الرابع من بين خمس خسوفات قمري ميتونية.

### دورة نصف ساروس
سوف يسبق خسوف القمر خسوف الشمس ويتبعه 9 سنوات و 5.5 أيام ( نصف ساروس ). يرتبط خسوف القمر هذا بخسوفين حلقيين للشمس من سولار ساروس 140.

## توقيت
دخل القمر في الظل شبه المنتظم الساعة 0:36 بالتوقيت العالمي المنسق، والظل المظلي في الساعة 1:43. استمرت الكلية لمدة 50 دقيقة، بين 3:01 و 3:51. غادر القمر ظل الظل في الساعة 5:09 وغادر الظل شبه الظلي في الساعة 6:16.
| حدث | حدث           | شمال وجنوب أمريكا  | شمال وجنوب أمريكا  | شمال وجنوب أمريكا  | شمال وجنوب أمريكا  | شمال وجنوب أمريكا  | شمال وجنوب أمريكا  | أوروبا وأفريقيا          | أوروبا وأفريقيا | أوروبا وأفريقيا |
| --- | ------------- | ------------------ | ------------------ | ------------------ | ------------------ | ------------------ | ------------------ | ------------------------ | --------------- | --------------- |
| حدث | حدث           | مساء يوم 20 فبراير | مساء يوم 20 فبراير | مساء يوم 20 فبراير | مساء يوم 20 فبراير | مساء يوم 20 فبراير | مساء يوم 20 فبراير | صباح 21 فبراير           | صباح 21 فبراير  | صباح 21 فبراير  |
| حدث | حدث           | AKST (-9 ساعة )    | PST (-8 ساعة )     | MST (-7 ساعة )     | CST (-6 ساعة )     | est (-5 ساعة )     | أست (-4 سا )       | بتوقيت غرينيتش (0 ساعة ) | CET (+1 ساعة )  | EET (+2 ساعة )  |
| P1  | بدأ بينومبرال | تحت الأفق          | تحت الأفق          | تحت الأفق          | 18:36              | 19:36              | 20:36              | 0:36                     | 1:36            | 2:36            |
| U1  | بدأ الجزئي    | تحت الأفق          | تحت الأفق          | 18:43              | 19:43              | 20:43              | 21:43              | 1:43                     | 2:43            | 3:43            |
| U2  | بدأ المجموع   | تحت الأفق          | 19:01              | 20:01              | 21:01              | 22:01              | 23:01              | 3:01                     | 4:01            | 5:01            |
|     | منتصف الكسوف  | 18:26              | 19:26              | 20:26              | 21:26              | 22:26              | 23:26              | 3:26                     | 4:26            | 5:26            |
| U3  | انتهى المجموع | 18:51              | 19:51              | 20:51              | 21:51              | 22:51              | 23:51              | 3:51                     | 4:51            | يضع             |
| U4  | منتهية جزئية  | 20:09              | 21:09              | 22:09              | 23:09              | 0:09               | 1:09               | 5:09                     | يضع             | يضع             |

## معرض الصور

### كندا

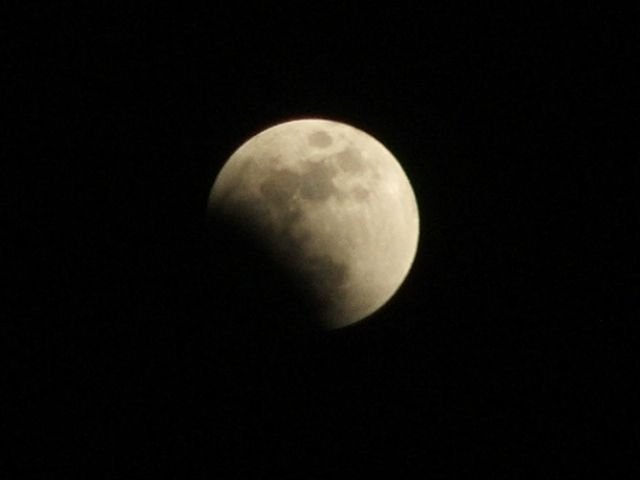
تمت ملاحظة الكسوف من برلنغتون في الساعة 2:00 بالتوقيت العالمي المنسق.
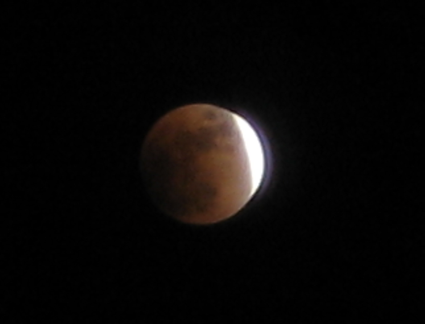
لوحظ كسوف من فيكتوريا ، كولومبيا البريطانية في 2:49 بالتوقيت العالمي. يقع الشمال القمري بالقرب من أعلى اليسار.
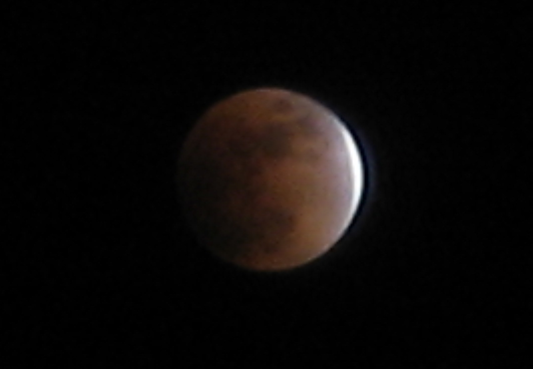
تمت ملاحظة الكسوف من فيكتوريا ، كولومبيا البريطانية في الساعة 2:56 بالتوقيت العالمي المنسق ، قبل المجموع. يقع الشمال القمري بالقرب من أعلى اليسار.

#### الولايات المتحدة (غرب)

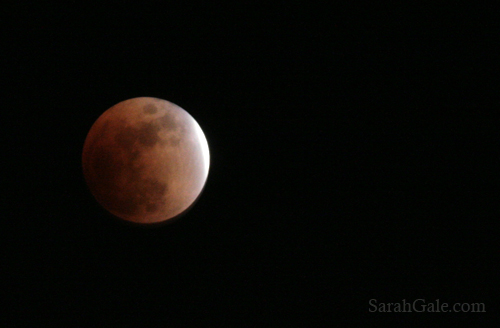
كسوف لوحظ من سالم ، أوريغون . يقع الشمال القمري بالقرب من أعلى اليسار.
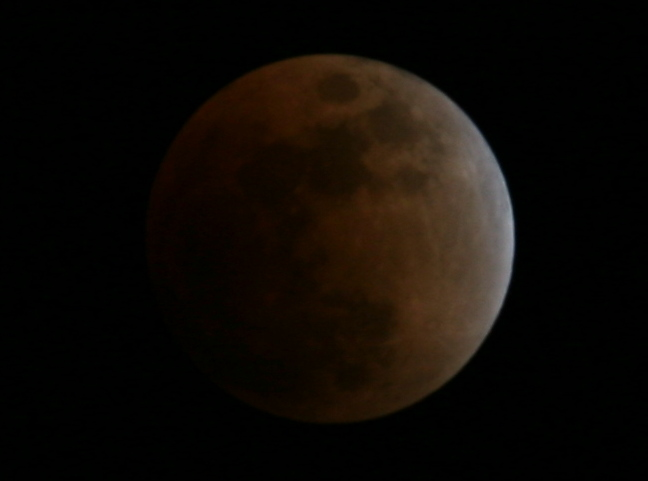
تمت ملاحظته من أوربانا ، إلينوي الساعة 3:06 بالتوقيت العالمي المنسق. يقع الشمال القمري بالقرب من أعلى اليسار.
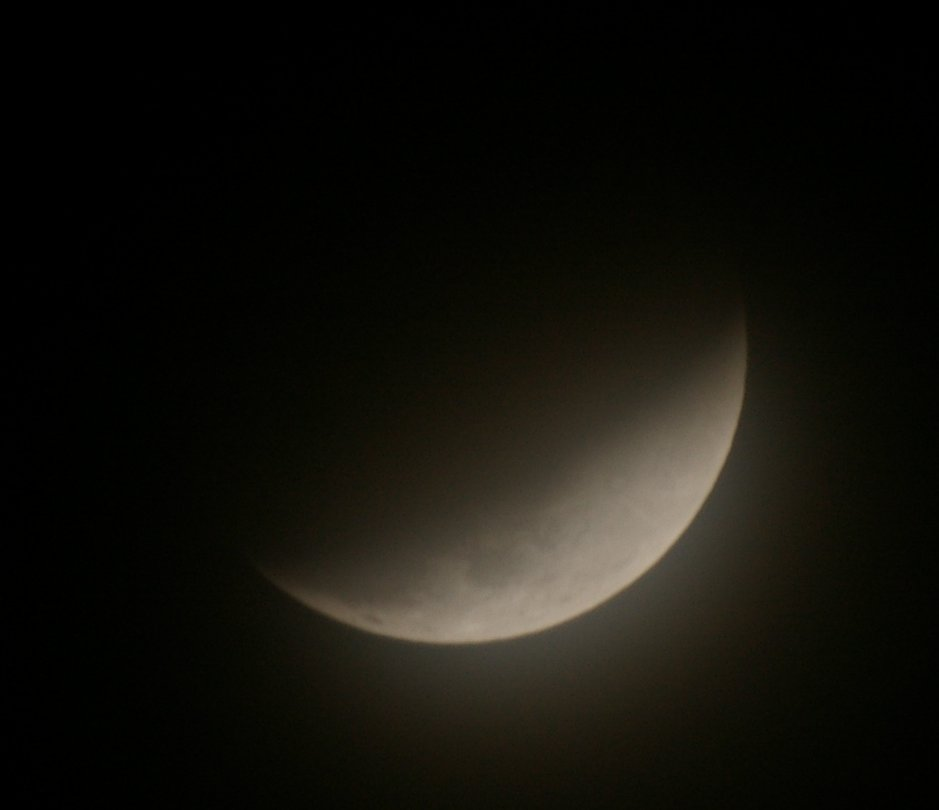
لوحظ من بولدر ، كولورادو الساعة 4:17 بالتوقيت العالمي المنسق. يقع الشمال القمري بالقرب من أعلى اليسار. البحر فكاهة في الأسفل ، وتظهر تيخو (فوهة قمرية) في أسفل اليمين.

### جنوب أمريكا

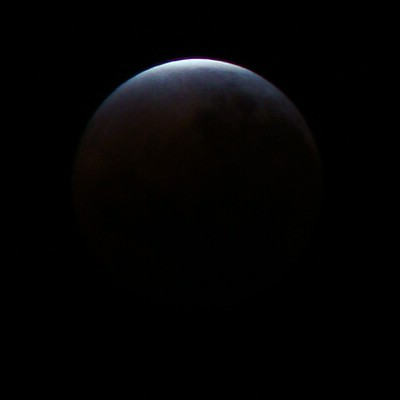
لوحظ كسوف من ساو جواكيم  [لغات أخرى]‏ بالبرازيل الساعة 3:52 بالتوقيت العالمي.

### أوروبا وأفريقيا

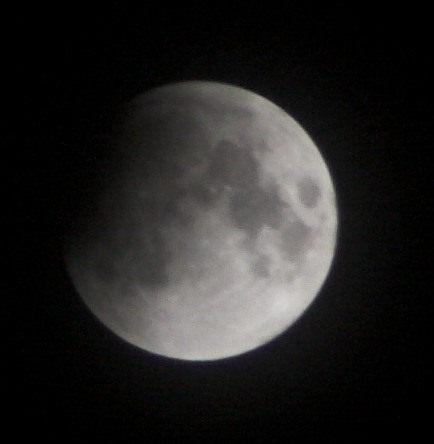
لوحظ كسوف من روستوك ، ألمانيا في 1:50 بالتوقيت العالمي. يقع الشمال القمري بالقرب من القمة.
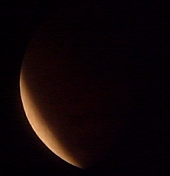
لوحظ كسوف من ساسولبورغ ، جنوب أفريقيا - حوالي الساعة 2:55 بالتوقيت العالمي المنسق. شمال القمر على حق.

## روابط خارجية
- ناسا: الخسوف الكلي للقمر: 20 فبراير 2008
  - سلسلة ناسا ساروس 133
- خسوف الناسك (إيان كاميرون سميث) الكسوف الكلي للقمر: 21 فبراير 2008
- الصور
  - Astronet: معلومات وبث مباشر عبر الويب للخسوف الكلي للقمر في الفترة من 20 إلى 21 فبراير من هولندا وبلجيكا وألمانيا وإسبانيا والأرجنتين
  - ناسا صورة اليوم لعلم الفلك: 20 فبراير 2008، 22 فبراير 2008 1 مارس 2008
  - سكاي آند تلسكوب، خسوف عام 2008
  - أمثلة للصور من دكتور إريك إس أكرمان - فورت لودرديل، فلوريدا نسخة محفوظة 26 فبراير 2008 على موقع واي باك مشين.
  - رسوم متحركة مختلفة لمرصد الكسوف الفلكي - Bierica MA
  - معرض صور SpaceWeather unar Ecipse: 20 فبراير 2008
  - فيلادلفيا، بنسلفانيا: لقطة زمنية للكسوف الكلي للقمر في 20 فبراير 2008. مسجل بالصور الثابتة.